# Dysstroma melaneata
Dysstroma melaneata là một loài bướm đêm trong họ Geometridae.